# Минојска цивилизација
Минојска цивилизација је цивилизација бронзаног доба чије је средиште било на острву Крит. Крит је острво у Средоземном мору, дугачко око 200, а широко 50 km. Минојска цивилизација носи ово име јер се верује да се врховни свештеник и највећи владар звао Минос. Минојска цивилизација настала је око 3000 године п. н. е., а свој врхунац доживела је око 1500. п. н. е. О историји древног Крита сазнаје се на основу ископина, којих има много. Иако неки сматрају да су Минојци дошли са копна Грчке, претпоставља се да су развили своју цивилизацију на самом Криту, јер нема поузданих доказа о њиховом доласку са копна. Клима и земљиште су били повољни, па се становништво ту и населило. Главни град који су Минојци подигли био је Кносос. Ту је живело највише становника и налазила се владарева палата. Други важан град-држава био је Фестос.

## Крит у 30. — 12. веку п. н. е.
Убрзо након завршетка раног бронзаног доба на острвима Егејског архипелага, на Криту је никла нова култура. Пионир археологије, сер Артур Еванс, назвао је ову културу регионалним именом — раноминојском, да би је раздвојио од касније средњоминојске и позноминојске за време којих су палате монументалног карактера доминирале над острвом. Карактеристика раноминојске културе јесте да је по свој прилици избегла деструктивно пустошење које је преплавило велики део Егејског мора између 2250. и 2000. године п. н. е. Иако су нека места раноминојске културе очигледно била напуштена, а нека вероватно била оштећена пожаром (попут места Василики код Јерапетре) или готово уништена, не зна се каква их је судбина задесила при крају овог периода.
Проблем је за откривање тога шта се заправо десило, лежи у чињеници да се многе раноминојске палате налазе испод палата из средњег и позног периода (око 2000. — 1380. године п. н. е.). За монументалне комплексе палата у Кнососу, Малији и Фестосу се зна да су имале раније фазе, али се то не може систематски утврдити без уклањања структура из потоњих времена, које су од великог археолошког, архитектонског и туристичког значаја. На осталим местима попут остатака палате који леже испод града Ханије (западни Крит) и места Арханеса (јужно од Кнососа) такође нису могућа ископавања због већег броја савремених грађевина.
Упркос свему томе ипак се верује да је постојао мањи или већи континуитет што се тиче развоја културе за време размака обележеним последњом фазом раноминојске и почетком средњоминојске културе, када је особена и врло софистицирана минојска култура у такозваном периоду плата попримила свој облик. Изгледа да су величина острва, а можда и његова удаљеност од копнене Грчке и Анадолије били довољни да га учине безбедним за време немирних векова (ранохеладски II — ранокикладски II период), што је био један од предуслова његовог процвата.

## Критско писмо
У многим Критским градовима пронађени су писани споменици. Њихово обиље омогућује да се прати развој писмености на Криту. Крићани су већ око 22. века п. н. е. познавали пиктографско писмо тј. поједине речи и они као и Египћани који су то чинили хијероглифама изражавали помоћу слика. Око 18. века п. н. е. Крићани су створили ново писмо-систем тзв. линеарно писмо у којем је сваки знак означавао слог. Споменици овог прастарог линеарног писма нису нарочито бројни. То су углавном натписи на печатима, на разним предметима итд. Ово линеарно писмо познато читавом Криту имало је 137 знакова. Трећина тих знакова пореклом су из најстаријег пиктографског писма, а остали знаци уведени су по први пут. Осим критских споменика са пиктографским и линеарним писмом у Фестосу је нађен диск од печене глине у који су с једне и с друге стране утиснута писма. Тај чувени “фестоски диск” остао је досад непрочитан. Једини закључак до ког су дошли научници јесте да је документ страног порекла и да је на Крит дошао из неке малоазијске области. Поред писма Крићани су имали и добро разрађен бројчани систем. Рачунање на Криту заснивало се на декадном систему. Крићани су такође познавали све четири аритметичке радње сабирање, одузимање, множење и дељење.

## Критска уметност
Настанак и процват Критске државе праћен је изузетним напретком уметности, која се показује у многобројним делима грађевинарства и декоративне уметности. Критска уметност била је оригинална и знатно се разликовала од уметности других народа. Крићани нису градили велике храмове и пирамиде, као што су то чинили Египћани. Главне њихове творевине били су дворци и стамбене куће, што показује да је критска култура имала више световни карактер. Њихова ликовна уметност углавном је служила улепшавању станова и разних често врло раскошних предмета за кућне потребе. То је несумњиво морало да се одрази у најповољнијем смислу на развој целокупне уметности. Уметници прве половине другог миленијума п. н. е. стварали су не само изузетне декоративне узоре већ и представе сцена из домаћег живота и религиозних церемонија, које су се одликовале својом реалношћу и оштрином запажања. Што се тиче домаћег живота особито су им били омиљени призори који су приказивали борбу с биковима где су младићи и девојке морали дочекати бика који би јурио према њима, морали су се ухватити за рогове и пребацити се преко бика тако да их на супротној страни дочекају други играчи. Било је много призора из лова као и много осликане биљне, животињске или геометријске орнаментике.
У доба процвата своје уметности Крићани су велику пажњу поклањали изради зидова. У 19 и 18 веку п. н. е. дворски зидови и зидови у кућама богатих Крићана украшавани су плочицама са рељефним представама бојеним рељефима.
У критској уметности 16 и 15 века п. н. е. тј. у последњим вековима критске државе, могу се запазити извесне црте које се изгледа јављају као одраз далеко одмаклог раслојавања критског друштва. Ту имамо у виду појаву нарочите, дворске културе. Њену карактеристику представља префињена стилизација и преношење орнаментних манира у обраду живе природе.

## Привреда
Од самог свог почетка Крит се веома брзо развијао, јер је био острво и није стрепео од напада других народа онолико колико су стрепеле копнене државе. Пољопривреда је била највише развијена. Своје пољопривредне производе у великој мери су извозили. Обрађивали су камен, бронзу, сребро, злато и правили разне украсе, ножеве, секире. Ископани су и многи минојски грнчарски производи на којима су сликане животиње или геометријски цртежи. Минојска уметност такође је била веома развијена.

## Ратови
У свом првом раздобљу Минојци нису ни са ким ратовали, међутим са временом почели су напади од других племена из Грчке. Најзад, око 1400. п. н. е. Кносос је разорен од стране Микенаца, народа који је био настањен на Пелопонезу. Пошто нема археолошких трагова о рату између Минојаца и Микенаца, верује се да је минојску цивилизацију разорио земљотрес. Минојска цивилизација била је веома значајна, јер су Микенци Минојску културу пренели на копно и тамо створили нову, засновану на минојској, микенску културу.

## Нестанак
Британски професор античке историје К. Т. Фрост објавио је у лондонском листу Тајмс 1909. године чланак у ком је поставио питање да ли је минојска цивилизација можда повезана на неки начин с легендом о изгубљеном континенту Атлантиди. Фрост је изјавио да су Крит и Атлантда била острвска краљевства и велике поморске силе које су доживеле изненадан крај.

#### Вулкан као узрок
После тридесет година, генерални директор за археолошка истраживања у Грчкој, професор Спиридон Маринатос, изнео је другачије мишљење. Током ископавања открио је шупљину испуњену пловућцем. На основу тог налаза закључио је да је Крит у доба минојске цивилизације уништен услед вулканске активности. Познато је да је катастрофална вулканска ерупција збрисала с лица земље острво Теру (данашњи Санторини), око 120 км северно од Крита, током 2. миленијума п. н. е. Маринатос је навео пример разорног плимног таласа који је настао у ерупцији вулкана Кракатау у Индонезији 1883. године. Указао је на то да је слична катастрофа могла да уништи Крит. Даља ископавања на Санторинију открила су, између осталог, минојско насеље близу данашњег града Акротирија.
Попут римске Помпеје, и овај минојски град нестао је под вулканским пепелом. Дуго су ови налази поткрепљивали претпоставку да је минојска цивилизација нестала у ерупцији и плимном таласу незапамћених размера. Према Маринатосу, катастрофа се одиграла п. н. е. У даљим истраживањима су вулканолози и други стручњаци овај датум померили у даљу прошлост – на 1628. годину п. н. е. У то време, међутим, минојска култура достигла је врхунац и цветала је још најмање једно столеће. Због тога је Маринатосову претпоставку тешко прихватити.

#### Микенска најезда
Археолози и историчари данас сматрају да су Крит постепено освајали Грци с копна, нарочито Микењани. Иако не одбацује идеју о катастрофалној ерупцији вулкана, ова претпоставка указује и на природне и на људске факторе који су убрзали пропаст и пад минојске цивилизације. Од 1450. године п. н. е. на Криту се дешавају промене. Зидне слике приказују мотиве и ликове. Грнчарија је украшена ратним призорима, али је оружје другачије од онога које се првобитно користило на Криту. Оружје, грнчарија и накит нађени у гробовима из ратног периода око Кнососа сигурно нису минојског порекла. Поред тога, од 1450. п. н. е. натписи на минојском готово да не постоје; од тога доба сви писани докази су на микенском грчком, језику чије је писмо познато као линеарно Б.
Чини се да се догодила инвазија. Сасвим је могуће да је Крит био ослабљен унутрашњом кризом или борбом за моћ у којој је власт доспела у руке неког аутократе; археолошки налази показују да су критски градови који су већ потпали под власт нападача доживели економски процват. Могуће је да је ерупција на Тери опустошила острво, где је до тада у изобиљу било воде за пиће, вегетације и траве за испашу. Микењанима, у тим околностима, вероватно није било тешко да се искрцају на Крит и угуше отпор Минојаца.

## Галерија
- Соба са љиљанима и Ласта ластавица, у Акротирију, Акротири,
- Фреска банкета, позната као „На столицама“.
- Борба с биковима.
- импала.
- Три брода са путницима.
- Гриф са Кнососа.
- Рибар са делфинима из Акротирија.